# Korea (Film)
Korea (Originaltitel: One Minute to Zero) ist ein US-amerikanischer Kriegsfilm, von Regisseur Tay Garnett aus dem Jahr 1952. Die Erstaufführung in Deutschland fand am 17. März 1953 statt.

## Handlung
Colonel Janowski ist ein Veteran des Zweiten Weltkrieges, der schon in der Armee dient, seit er 15 ist. Sergeant Baker unterrichtet südkoreanische Soldaten im Gebrauch einer Bazooka, mit der Panzer gestoppt werden sollen. Mrs. Day ist eine Angehörige der Vereinten Nationen, die sich um Flüchtlinge kümmert. Die Lage kurz vor der Invasion der Nordkoreaner ist gespannt. Janowski warnt Mrs. Day und ihre Kollegen vor bevorstehenden Kampfhandlungen. Mrs. Day ist überzeugt, dass die Nordkoreaner nicht das Risiko einer weltweiten Intervention eingehen werden.
Kurze Zeit später liegen Janowski und sein Air-Force-Kollege Colonel Parker unter Beschuss. Beide fühlen sich an Pearl Harbor erinnert. Janowski übernimmt das Kommando einer Kampfeinheit und begegnet Mrs. Day wieder. Er verliebt sich in sie und findet heraus, dass sie die Witwe eines Offiziers der US Army ist, dem die Medal of Honor verliehen werden sollte. Sie hat kein Interesse an einer weiteren Beziehung mit einem Soldaten.
Janowski bekommt den Befehl, einen Flüchtlingstreck aufzuhalten. In ihm werden nordkoreanische Guerillas vermutet. Janowski hat keine andere Chance, als einen Artilleriebeschuss des Trecks anzuordnen. Wegen der zivilen Opfer bekommt er schwere Gewissensbisse. Mrs. Day erfährt von dem Zwischenfall und verdammt Janowski. Doch später findet sie die Gründe heraus, warum Janowski zu dieser Vorgehensweise gezwungen war, und bittet ihn um Entschuldigung.

## Kritiken
„Patriotisch tendenziöses Melodram, das den Krieg schönfärberisch behandelt und seine Probleme banalisiert.“

## Hintergrund
- In Deutschland wurde eine um 21 Minuten geschnittene Fassung vertrieben. Die amerikanische Originalfassung dauert 105 Minuten.
- In einer kleinen, im Abspann nicht genannten Nebenrolle ist Robert Mitchums Bruder Jim Mitchum als Artilleriesoldat zu sehen. Ebenfalls ungenannt blieb Stuart Whitman, der hier seine dritte Rolle in einem Kinofilm spielte.
- Der Film wurde in Colorado Springs gedreht.
- Produzent Grainger arbeitete eng mit dem RKO-Chef Howard Hughes zusammen, der viele Filme für das US-Militär drehte.
- Komponist Young konnte 1957 einen Oscar gewinnen.
- Die technische und militärische Beratung übernahmen Captain Edward R. Harrison von der US Army und Lieutenant Colonel S. Paul Latiolais von der US Air Force.